# 32631 Majzoub
32631 Majzoub este o planetă minoră (asteroid), cu un diametru de 2,955 km, din centura de asteroizi. A fost descoperită pe 10 septembrie 2001 la Experimental Test Site⁠(d) de Lincoln Near-Earth Asteroid Research. 
Obiectul prezintă o orbită caracterizată de o semiaxă mare de 2,2996436 UAi, o excentricitate de 0,08, o înclinație de 4,25563 ° în raport cu ecliptica.